# Islândia nos Jogos Olímpicos de Verão de 2000
A Islândia participou dos Jogos Olímpicos de Verão de 2000 em Sydney, Austrália.
A sua única medalha foi a de bronze conseguida na prova de atletismo de salto à vara por Vala Flosadóttir.